# Títulos do Blumenau Esporte Clube
Esta é uma lista dos títulos do Blumenau Esporte Clube.

## Estaduais
Campeonato Catarinense:
Campeonatos
- 1987 (2ª Divisão)
- 2017 (3ª Divisão)

Vice-Campeonatos
- Como Brasil F.C.: 1927 e 1928
- Como Palmeiras E.C.: 1944, 1945, 1947 e 1955
- Como Blumenau E.C.: 1988 (1ª Divisão), 1993 (2ª Divisão) e 2013 (3ª Divisão)

## Locais
Liga Blumenauense de Futebol:
Campeonatos
- Como Brasil F.C.: 1941 e 1942
- Como Palmeiras E.C.: 1944, 1945, 1946, 1947 e 1955

Vice-Campeonatos
- 1949 e 1953

Super Campeão
- 1948

## Outros Títulos
- Campeão

Taça Ramiro Ruediger (1993)
Torneio Centenário (1950) - Campeão Invicto (como Palmeiras E.C.)
Torneio Cidade (1950) (como Palmeiras E.C.)
Torneio Extra 'Ministro  Galotti' (1955) (como Palmeiras E.C.)
Torneio Incentivo (1979) (como Palmeiras E.C.)
- Vice-Campeão

Torneio Extra 'Ministro  Galotti' (1954) (como Palmeiras E.C.)